# Petershagen/Eggersdorf
Petershagen/Eggersdorf är en kommun och ort i Tyskland, belägen strax öster om Berlin i Landkreis Märkisch-Oderland i förbundslandet Brandenburg.
Orten bestod ursprungligen av två byar tidigare kommuner som genom tillväxten av Berlin/Brandenburgs storstadsområde har fått karaktär av villaförorter till Berlin och sedan 1993 är sammanslagna till en gemensam kommun.
Kommunen har en positiv befolkningsutveckling, genom tillväxten av Berlins villaförorter sedan Tysklands återförening 1990.
Administrativt indelas kommunen i de två kommundelarna Petershagen och Eggersdorf.

## Kommunikationer
Järnvägsstationen Petershagen Nord trafikeras av Berlins pendeltåg på linje S5 och förbinder orten västerut mot centrala Berlin och österut mot Strausberg. Strausbergs järnvägsstation ligger strax öster om Eggersdorf och har förutom pendeltågsförbindelse även regionaltågsförbindelser i riktning mot Berlin-Lichtenberg och Kostrzyn nad Odrą.
Strax söder om orten korsar Berlins yttre ringmotorväg A10 den öst-västliga landsvägen Bundesstrasse 1/5.

## Kända invånare
- Fritz Rudolf Fries, författare
- Günter Guillaume (1927–1995), östtysk spion